# Frühlings-Rauhaareule

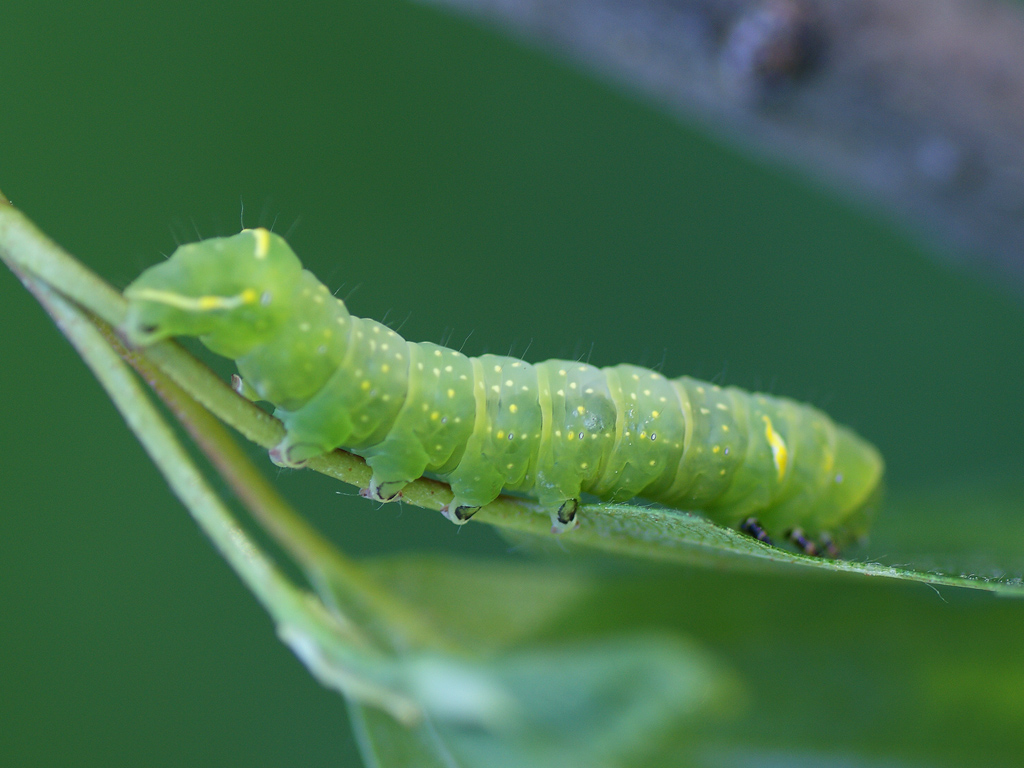
Frühlings-Rauhaareule (Brachionycha nubeculosa), Raupe

Die Frühlings-Rauhaareule (Brachionycha nubeculosa) ist ein Schmetterling (Nachtfalter) aus der Familie der Eulenfalter (Noctuidae).

## Merkmale

### Falter
Die Flügelspannweite beträgt etwa 45 bis 60 Millimeter. Die Farbe der Vorderflügel ist über das gesamte Verbreitungsgebiet der Art betrachtet ziemlich variabel. Einzelne Populationen können aber recht konstant in Farbe und Zeichnung sein. Die Farbe variiert von dunkel aschgrau bis braungrau, jeweils mit schwarzen Einmischungen und großen schwarz geränderten Makeln. Die Querlinien sind schwarz gezähnt und oft undeutlich. Am Saum zwischen den Adern sind kleine schwarze Dreiecksflecke zu erkennen. Die Hinterflügel sind braungrau mit einem dunklen Mittelfleck. Folgende Formen sind beschrieben:
- f. grisescens mit hellgrauen Vorderflügeln
- f. perfumosa mit schwärzlich dunkelbraunen Vorderflügeln

Der Saugrüssel der Falter ist verkümmert.

### Ei, Raupe und Puppe
Das Ei ist kugelig, an der Basis abgeflacht und schwach gerippt. Es ist dunkelrotbraun mit blaugrauen Punkten. Die Raupen sind grün und besitzen eine gelbe, häufig unterbrochene Rückenlinie. Jedes Segment hat seitlich kleine gelbe Warzen. Am dritten Segment befindet sich seitlich ein dicker, gelber Schrägstrich, der rötlich eingefasst ist, ähnliche Schrägstriche befinden sich auf dem letzten, höckerartig ausgebildeten Segment. Die weißen Stigmen sind dunkel gesäumt. Der Kopf ist hellgrün. Die Puppe ist lederartig, mit langem, stielförmigem, in zwei Spitzen endendem Kremaster.

## Verbreitung und Lebensraum
Das Verbreitungsgebiet der Art reicht von den Britischen Inseln im Westen, über Zentral- und Nordeuropa über Russland, Sibirien bis nach China. Die Art ist in Mitteleuropa nur lokal verbreitet, aber ist in dieser Region oft relativ häufig. In Südeuropa ist das Vorkommen auf einige Gebirgsregionen beschränkt. In Deutschland kommt sie bis in die Gipfelregionen der Mittelgebirge vor. Die Art ist feuchtigkeitsliebend und bevorzugt feuchte, kühl-gemäßigte Wälder, Mischwälder, bewaldete Täler, Fluss- und Bachränder sowie auch Obstgärten.

## Phänologie und Lebensweise
Die Art bildet eine Generation pro Jahr. Die Falter erscheinen als eine der ersten Eulenarten des Jahres gelegentlich bereits im Februar, Hauptflugzeit ist im März und April. Die Falter sind gute Flieger und nachtaktiv. Sie werden von künstlichen Lichtquellen angelockt. Trotz des verkümmerten Saugrüssels können die Falter beim Saugen von Baumsäften beobachtet werden, gelegentlich kommen sie sogar zu Ködern. Dieser Beobachtung widersprechen jedoch andere Autoren. Im zeitigen Frühjahr sind sie tagsüber ruhig an Stämmen von Waldbäumen sitzend zu finden.
Die Eier werden (zumindest in Gefangenschaft) einzeln an die Zweige von sehr unterschiedlichen Laubgehölzen und Sträuchern abgelegt.
Die Raupen leben im Mai und Juni. Sie ernähren sich von den Blättern von Erlen, Birken, Linden, Rotbuchen, Hainbuchen, Ulmen, Weiden, Pappeln, Pflaumen und Schlehen. Sie verstecken sich tagsüber und fressen nachts. Die Verpuppung erfolgt in einem Kokon, der relativ tief in der Erde angelegt wird. Unter Zuchtbedingungen grub die Raupe sich bis zu 20 cm tief ein. Die Puppe überwintert, sie kann auch einen Winter überliegen.

## Systematik
Die Art wurde 1785 von Eugen Johann Christoph Esper als Bombyx nubeculosa erstmals wissenschaftlich beschrieben. 1787 wurde die Art erneut und diesmal unter Noctua centrolinea von Johann Christian Fabricius beschrieben; eine weitere Beschreibung erfolgte 1924 unter dem Namen Brachyonycha eugraphomena durch Hermann Stauder. Diese Namen sind jüngere Synonyme von Brachionycha nubeculosa (Esper, 1785). Brachionycha nubeculosa ist zudem die Typusart der Gattung Brachionycha Hübner, 1815. Derzeit werden neben der Nominatunterart zwei Unterarten unterschieden:
- Brachionycha nubeculosa jezoensis Matsumura, 1928 (Japan)
- Brachionycha nubeculosa amurensis Draudt, 1934 (Amurgebiet, Russland, China)

## Gefährdung und Schutz
Während die Art in Baden-Württemberg und Bayern noch häufig vorkommt und als nicht gefährdet eingestuft wird, gilt sie in Nordrhein-Westfalen sogar als vom Aussterben bedroht (Kategorie 1). In Mecklenburg-Vorpommern, Niedersachsen, Rheinpfalz, Sachsen, Sachsen-Anhalt und Thüringen ist sie als stark gefährdet (Kategorie 2) eingestuft, in Brandenburg lediglich als gefährdet (Kategorie 3).